# Palácio da Reunificação

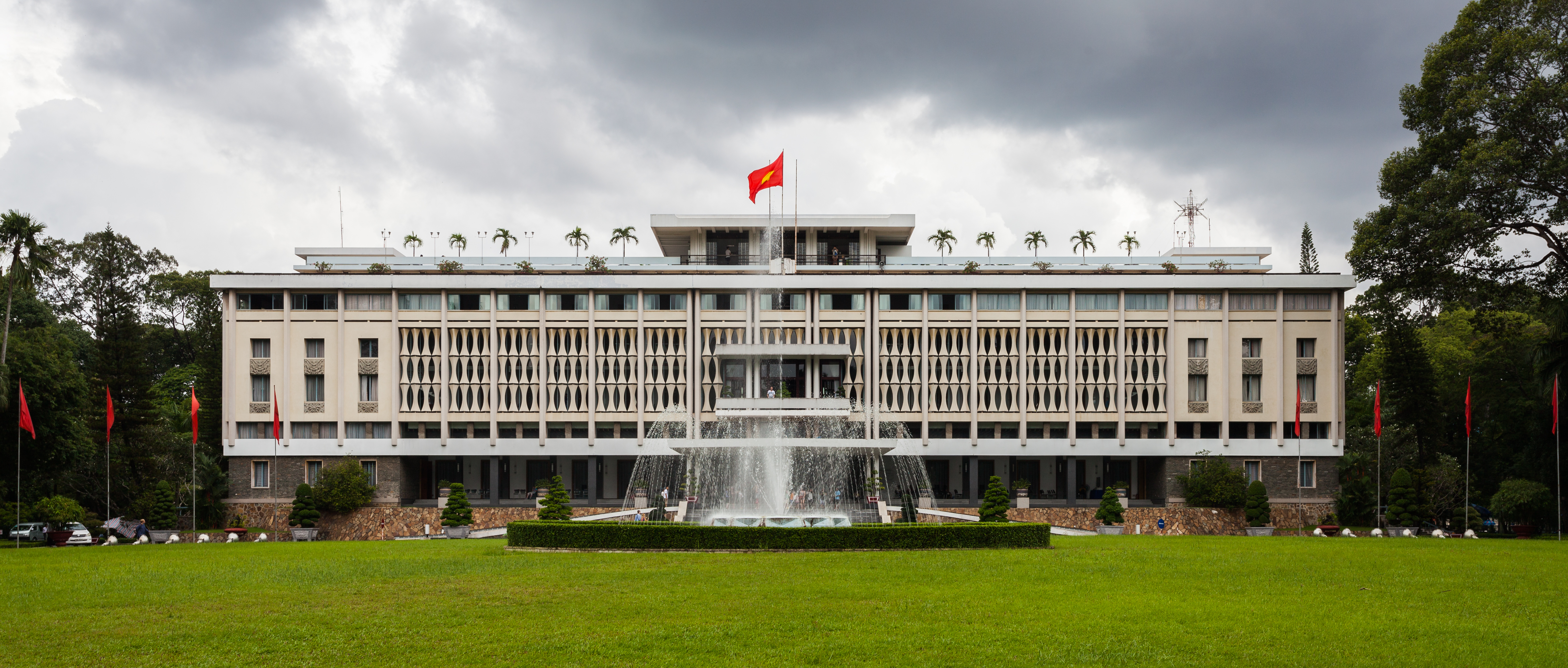
Palácio da Reunificação

O Palácio da Reunificação é um palácio na cidade de Ho Chi Minh, Vietnã.
Este palácio foi construído pelos colonos franceses em 1868 e terminado em 1873. Foi usado pelo governador francês do Vietname do Sul até 1954. Em 1955, foi entregue a Ngo Dinh Diem.
Durante a Guerra do Vietnã, era o palácio presidencial da república do Vietnã.